# Delphi Indy 300 2004
Delphi Indy 300 2004 var ett race som var den fjortonde deltävlingen i IndyCar Series 2004. Racet kördes den 12 september på Chicagoland Speedway. Adrián Fernández tog sin andra seger för säsongen, vilket markerade en fortsatt uppgång för hans privatägda Fernández Racing. Tony Kanaan såg med sin tredjeplats till att allt han behövde göra var att starta de sista två tävlingarna för att bli mästare.

## Slutresultat
| Plats | Förare            | Team                     | Grid | Kvaltid |
| ----- | ----------------- | ------------------------ | ---- | ------- |
| 1     | Adrián Fernández  | Fernández Racing         | 10   | 25,705  |
| 2     | Bryan Herta       | Andretti Green Racing    | 9    | 25,692  |
| 3     | Tony Kanaan       | Andretti Green Racing    | 2    | 25,566  |
| 4     | Dan Wheldon       | Andretti Green Racing    | 5    | 25,674  |
| 5     | Vitor Meira       | Rahal Letterman Racing   | 8    | 25,691  |
| 6     | Sam Hornish Jr.   | Marlboro Team Penske     | 7    | 25,691  |
| 7     | Scott Dixon       | Chip Ganassi Racing      | 14   | 25,833  |
| 8     | Felipe Giaffone   | Dreyer & Reinbold Racing | 18   | 25,990  |
| 9     | Scott Sharp       | Kelley Racing            | 13   | 25,826  |
| 10    | Hélio Castroneves | Marlboro Team Penske     | 1    | 25,479  |
| 11    | Ed Carpenter      | Cheever Racing           | 16   | 25,893  |
| 12    | Alex Barron       | Cheever Racing           | 15   | 25,893  |
| 13    | Tora Takagi       | Mo Nunn Racing           | 21   | 26,247  |
| 14    | Buddy Rice        | Rahal Letterman Racing   | 3    | 25,588  |
| 15    | Darren Manning    | Chip Ganassi Racing      | 11   | 25,797  |
| 16    | A.J. Foyt IV      | A.J. Foyt Enterprises    | 6    | 25,687  |
| 17    | Mark Taylor       | Access Motorsports       | 19   | 26,053  |
| 18    | Jaques Lazier     | Patrick Racing           | 20   | 26,145  |
| 19    | Tomas Scheckter   | Panther Racing           | 22   | -       |
| 20    | Dario Franchitti  | Andretti Green Racing    | 4    | 25,612  |
| 21    | Kosuke Matsuura   | Fernández Racing         | 17   | 25,894  |
| 22    | Townsend Bell     | Panther Racing           | 12   | 25,801  |